# Quận của tỉnh Marne
5 quận của tỉnh Marne gồm:
1. Quận Châlons-en-Champagne, (tỉnh lỵ của tỉnh Marne: Châlons-en-Champagne) với 8 tổng và 100 xã. Dân số của quận này là 100.647 người năm 1990, 100.112 người năm 1999, tăng trưởng dân số là 0.53%.
2. Quận Épernay, (quận lỵ: Épernay) với 10 tổng và 164 xã. Dân số của quận này là 92.772 người năm 1990, và 91.471 người năm 1999, tăng trưởng dân số là 1.4%.
3. Quận Reims, (quận lỵ: Reims) với 17 tổng và 176 xã. Dân số của quận này là 299.528 người năm 1990, và 310.289 người năm 1999, tăng trưởng dân số là 3.59%.
4. Quận Vitry-le-François, (quận lỵ: Vitry-le-François) với 6 tổng và 113 xã. Dân số của quận này là 50.499 người năm 1990, và 49.044 người năm 1999, tăng trưởng dân số là 2.88%.
5. Quận Sainte-Menehould, (quận lỵ: Sainte-Menehould) với 3 tổng và 67 xã. Dân số của quận này là 14.771 người năm 1990, và 14.313 người năm 1999, tăng trưởng dân số là 3.1%.